# 齐天大圣 (迷你剧集)
《齐天大圣》（英語：The Monkey King），香港译《失落的帝國》（The Lost Empire），是一部由美国全国广播公司和科幻频道联合制作的冒险和奇幻的迷你电视剧。本剧改编自16世纪中国古典神话小说《西游记》。也被称为美版西游记。由托马斯·吉布森、白灵、王盛德、埃迪·马森、卡伯·贝帝以及金德文领衔主演。美籍华人作家黄哲伦担任编剧，2001年开始在美国NBC放映，因为反响不佳，播出两集以后就停播了。香港无线电视明珠台引进曾时改名为《失落的帝国》，于明珠电影剧场分上下两部电影首播。

## 故事梗概

### 第一集
尼古拉斯·奥顿（托马斯·吉布森饰演）是一位美国汉学家，曾在中国生活了好几年了。有一天，他偶然遇到了一位神秘又美丽的中国女子（白灵饰演），她告诉奥顿，他是救世主，是唯一一个可以拯救人类世界免于倒退五百年的人。尼古拉斯·奥顿对此不以为然，直到许多现代建筑开始在他眼前消失。这位神秘的中国女子（真实身份是观音）将他带到秦始皇陵的地下墓室，并通过佛咒开启了传送门，他可以进入秦始皇陵的地下世界。
当奥顿到达传送门的另一边时，他的第一个行动，是将孙悟空（王盛德饰演）从被囚禁了五百年的五行山中救出。孙悟空告诉奥顿，佛祖曾言会有来自“来自上方世界的学者”，带领唐三藏的三师徒找回失落的《西游记》手稿，并拯救人类世界。随后孙悟空与奥顿一起踏上征程。观音（白灵饰演）和奥顿回到过去的时空，这是中国明朝的暴政时期，残忍的中国皇帝焚书坑儒，将《西游记》视为禁书，大兴文字狱，司掌监察的官吏徐忠诚（金德文饰演）杀害了《西游记》的作者吴承恩（蒋锡礽饰演）。徐忠诚死后成为了强大的恶魔，灵魂一直生活在秦始皇陵的地下墓室，并在西海龙宫囚禁了吴承恩的灵魂，试图摧毁《西游记》手稿，使时间线倒退到传统的古代中国，即中国现代化之前。除非“来自天上的学者”能够进入地下世界阻止《西游记》手稿被焚毁，否则现代世界将会毁灭。为了完成这个计划，徐忠诚首先将孙悟空囚禁在五行山下，派遣混世魔王的王子占领了孙悟空的王国花果山。孙悟空和奥顿前往花果山水帘洞，打败敌人后救出了猴子猴孙。
在孙悟空的师父须菩提祖师（林继修饰演）和观音的教导下，奥顿学会了武术，在训练的过程中，观音和奥顿互生情愫，奥顿已经在不经意之间，爱上了观音这位美丽善良的女孩。在学会所有武功之后，众人准备夺回《西游记》手稿，避免遭到追溯性破坏；如果西游记的故事本身从历史中被抹去，所有曾受到其教诲启发的人都会境况恶化，历史也会永远改变，现代世界将会毁灭。之后孙悟空打败了蛇妖，猪八戒 （埃迪·马森饰演）和沙悟净 （卡伯·贝帝饰演）也加入了他们的队伍，帮助他们继续前行。四人一路前往静平城，并进入西海龙宫。在龙宫地牢众人救出吴承恩，不料此时徐忠诚早已设下伏兵，用早已准备好的八卦炉囚禁了孙悟空，并将猪八戒和沙悟净等人抓起来，危机浮现，等待他们的命运又是什么？

### 第二集
正当事态陷入胶着，天庭玉皇大帝的使者出现。玉皇大帝（翁世杰饰演）制止了孙悟空和徐忠诚之间的斗争，天庭开设司法廷议，以吴承恩为证人，让双方辩论，以决定《西游记》手稿的去留，然而吴承恩被徐忠诚洗脑，做了伪证，徐忠诚和孔子（容榮華饰演）勾结，借机陷害奥顿，最终玉皇大帝决定，让徐忠诚销毁《西游记》手稿。一旦《西游记》手稿被毁，人类的世界将万劫不复，孙悟空等人再次大闹天宫，救出吴承恩和《西游记》手稿，准备前往现实世界的中国，以阻止末日降临。在前往现实世界传送门的路上，天庭派出最强的两位战神二郎神和多闻天王（西蒙·伯恩斯坦饰演），围剿孙悟空。二郎神、多闻天王现出法相，将孙悟空等人全部擒拿。在观音的帮助下，奥顿、观音带着吴承恩逃出天庭的掌控，来到了现实世界中的陕西省西安市。观音度化众生，循循教诲，告知吴承恩《西游记》的故事，已经流传千古，在海外传播甚广，深深影响了每一个人。吴承恩翻然悔悟，投胎转世，并以气化笔，书写冤屈，告知了玉皇大帝全部真相，包括徐忠诚作恶多端的罪证。玉皇大帝遂收回成命，允许尼古拉斯·奥顿将《西游记》手稿带回现实世界。徐忠诚带领妖魔军团进入了现实世界的中国，将世界化为一片废墟，并在西安大学抢走了《西游记》手稿，试图通过毁灭手稿的方式，将中国历史倒退几千年，直至回到奴隶时代。观音、孙悟空、猪八戒、沙悟净众神集结，徐忠诚故技重施，用八卦炉囚禁了观音，将其作为人质，生死存亡之际，尼古拉斯·奥顿挺身而出，救出观音。孙悟空持金箍棒与徐忠诚决战。徐忠诚不敌孙悟空，被彻底击败，受到了应有的惩罚。
最後玉皇大帝降臨人间，他表示因为众人的无畏和善良，现实世界将会得到救赎，《西游记》也会传承下去。观音因恪守天条不能与凡人相爱，只能和奥顿依依惜别。返回現代的奥顿来到西安大学，找到了沈教授（郭弼饰演），准备交还《西游记》手稿。此时，一位长相酷似观音的女子突然出现，自称是上海大学的赵教授（白灵饰演）。奥顿一阵心灵悸动，“我们以前见过面吗？”赵教授微笑着说。“也许吧，在我的另外一段生命中。”两人会心一笑，相视无言。

## 演員名单
| 演員              | 角色          | 備註 |
| 托馬斯·吉布森     | 尼古拉斯‧奥顿 | 美国汉学家。 |
| 白灵              | 观音          | 观世音菩萨，大慈大悲的女神，为度化众生，指引主角和孙悟空踏上救世之道。                                                                           |
| 白灵              | 赵教授        | 上海大学教授，观音转世。 |
| 王盛德            | 孫悟空        | 花果山的美猴王，手中一根如意金箍棒天下無敵，拥有筋斗云、身外身、金钢之躯，被徐忠诚设计禁錮在五指山內。后被奥顿救出，踏上了拯救《西游记》的历程。 |
| 埃迪·马森         | 猪八戒        | 唐三藏徒弟，手持武器九齿钉耙。 |
| 卡伯·贝帝         | 沙悟净        | 唐三藏徒弟，手持武器月牙宝杖。 |
| 蒋锡礽            | 吴承恩        | 《西游记》的作者。 |
| 金德文            | 徐忠诚        | 妖魔之王，为祸苍生。 |
| 林继修            | 须菩提祖师    | 孙悟空的师父，快活谷仙人。 |
| 容榮華            | 孔子          | 天庭的丞相，勾结徐忠诚。 |
| 翁世杰            | 玉皇大帝      | 天庭的皇帝，神仙的统治者。 |
| 林碧笙            | 猴族长者      | 花果山的猴奶奶，猴族的长者。 |
| 孙嘉              | 白娘子        | 观音的姐妹，暗恋孙悟空。 |
| 郭弼              | 沈教授        | 西安大学教授。 |
| 吴耀汉            | 中国政府官员  | 中国政府官员。 |
| 邝洛克            | 天庭传奉官    | 天庭的传令官。 |
| 梁荣耀            | 广目魔王      | 徐忠诚的部下。 |
| 江锦荣            | 巨灵魔王      | 徐忠诚的部下。 |
| 林友明            | 白骨魔王      | 徐忠诚的部下。 |
| 唐汉平            | 九爪魔王      | 徐忠诚的部下。 |
| 毕加索·谭         | 怒发魔王      | 徐忠诚的部下。 |
| 西蒙·伯恩斯坦     | 多闻天王      | 手持混元伞的佛教护法天王。 |
| 杰奎琳·陈         | 修道院院长    | 观音的师父。 |
| 詹姆斯·福克纳     | 马库斯·哈丁   | 美国商人。 |
| 奥加·索斯诺夫斯卡 | 琳达          | 尼古拉斯‧奥顿的前妻。 |

## 评论反响
《今日美国》的罗伯特·比安科称该剧“叙事混乱且愚蠢”。美国《综艺》杂志称其“乏味”，并表示“所有强大的特效技术工作都虚有其表，实则内容空洞。”
这部迷你剧的收视率很低，是美国NBC迷你剧史上收视率最低的剧集之一。评论家表示，这是由于以特效驱动的迷你剧数量过度饱和，因此导致该剧受欢迎程度下降。

## DVD发行
这部电影有 DVD 和录像带。美国作家克莉丝汀·凯瑟琳·露什还出版了这部迷你剧集的官方小说，中文名为《猴王》。

## 剧情争议
本片被中国大陆网友评价为“改编度远超《大话西游》，有过之而无不及。”多数网友剧情十分雷人，实在难以接受，因为片中唐僧和白灵饰演的观音有着情感纠葛，且观音爱喝威士忌，还有吻戏和床戏。但事实上本片并没有唐僧这一角色，观音也没有床戏情节。